# Estadio Joia da Princesa
El Estadio Joia da Princesa, oficialmente Estadio Alberto Oliveira, es un estadio multipropósito ubicado en la ciudad de Feira de Santana en el estado de Bahía en Brasil. El recinto de propiedad municipal es utilizado por varios clubes, especialmente en el Fluminense de Feira y Bahia de Feira clubes grandes de la ciudad, además del Palmeiras do Nordeste y Feirense, que compiten en el Campeonato Baiano y en las distintas series del Campeonato Brasileño de fútbol.
El estadio construido en 1953 posee una capacidad para 16,274 personas. El partido inaugural se disputó el 23 de abril de 1953, cuando Bahia de Feira venció a Galícia por 2-0. El primer gol del estadio fue marcado por Mário Porto de Bahia de Feira.
En 1984 y 1985, el estadio se sometió a una renovación y en el juego de reapertura, celebrado el 22 de agosto de 1985, Fluminense de Feira venció a Vasco da Gama de Río de Janeiro por 1 × 0. El juego marco el récord de asistencia al estadio con 25,254 espectadores.
El nombre formal del estadio rinde homenaje a Alberto Oliveira, concejal de Feira de Santana y presidente del Fluminense de Feira.

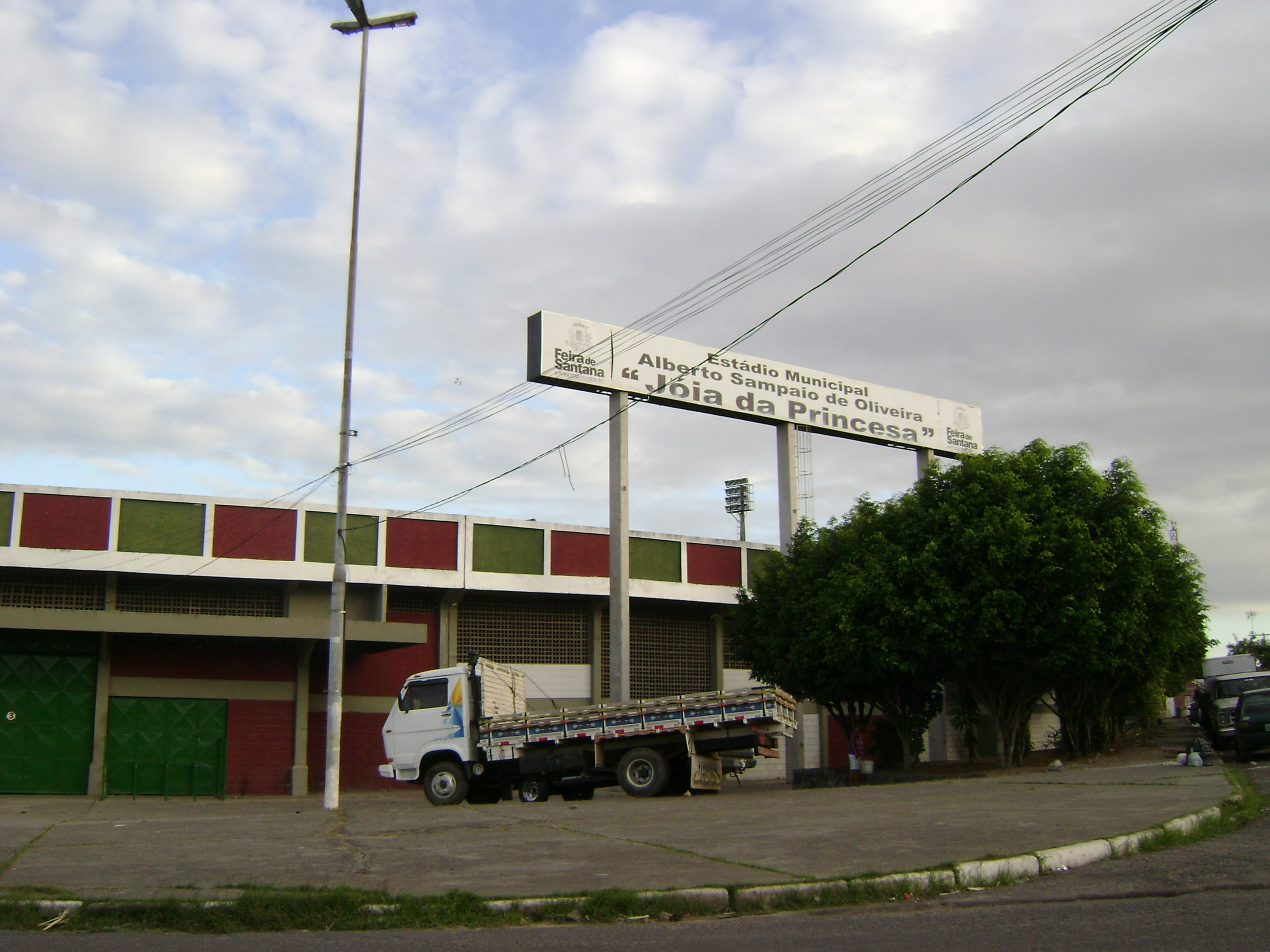